# Julianus Kema Sunarka
Julianus Kema Sunarka, né le 25 décembre 1941 à Minggir dans la province du territoire spécial de Yogyakarta (Indes orientales néerlandaises) et mort le 26 juin 2020 à Semarang (Indonésie), est un prélat catholique indonésien, évêque émérite du diocèse de Purwokerto en Indonésie depuis 2016.

## Biographie
Julianus Kema Sunarka est ordonné prêtre pour la Compagnie de Jésus le 3 décembre 1975. 

### Évêque
Le 10 mai 2000, le pape Jean-Paul II le nomme évêque de Purwokerto
Il reçoit l'ordination épiscopale le 10 octobre suivant des mains de Mgr Julius Riyadi Darmaatmadja
Le 29 décembre 2016 le pape François accepte sa démission de la charge d'évêque de Purwokerto.

### Mort
Julianus Kema Sunarka est mort le 26 juin 2020 à l'hôpital St Elizabeth de Semarang[réf. nécessaire].